# Lijst van rijksmonumenten in 's-Heerenberg
's-Heerenberg telt 27 inschrijvingen in het rijksmonumentenregister. Hieronder een overzicht.
| Object | Oorspronkelijke functie?  | Bouwjaar              | Architect                    | Locatie                  | Coördinaten?                  | Nr.?   | Afbeelding                                               |
| --- | ------------------------- | --------------------- | ---------------------------- | ------------------------ | ----------------------------- | ------ | -------------------------------------------------------- |
| Voormalige gasthuis | Sociale zorg, liefdadigh. | middeleeuws           |                              | Gasthuisplein 2          | 51° 52' 26" NB, 6° 14' 41" OL | 9265   | Meer afbeeldingen                                        |
| Deftig herenhuis met schuiframen en deur uit de bouwtijd | Woonhuis                  | derde kwart 19e eeuw  |                              | Hofstraat 9              | 51° 52' 29" NB, 6° 14' 33" OL | 9267   | Deftig herenhuis met schuiframen en deur uit de bouwtijd |
| Sint- Pancratiuskerk | Kerk en kerkonderdeel     | 1895-1897             | Alfred Tepe                  | Hofstraat 2              | 51° 52' 30" NB, 6° 14' 34" OL | 9269   | Meer afbeeldingen                                        |
| Breed huis onder schilddak. Het gerestaureerde pand heeft een gotische puntgevel met tweelichtskozijnen. Inrijpoort                                                                                | Bedrijfs-,fabriekswoning  | 16e eeuw              |                              | Hofstraat 8              | 51° 52' 29" NB, 6° 14' 32" OL | 9270   | Meer afbeeldingen                                        |
| Sint-Pancras en Joriskerk | Kerk en kerkonderdeel     | 15e eeuw              |                              | Hof van Bergh 2          | 51° 52' 29" NB, 6° 14' 29" OL | 9271   | Meer afbeeldingen                                        |
| Boetselaersborg | Kasteel, buitenplaats     | 1550                  | Daem en Hector van den Bergh | Het Kattenburg 6         | 51° 52' 24" NB, 6° 14' 35" OL | 9272   | Meer afbeeldingen                                        |
| Deftig, gepleisterd herenhuis. Bewerkte kroonlijst, omlopend schilddak en stoep | Woonhuis                  | 16e eeuw              |                              | Marktstraat 3            | 51° 52' 29" NB, 6° 14' 37" OL | 9273   | Meer afbeeldingen                                        |
| Stadhuis van 's-Heerenberg | Bestuursgebouw en onderdl | 1531                  |                              | Marktstraat 2            | 51° 52' 29" NB, 6° 14' 35" OL | 9274   | Meer afbeeldingen                                        |
| Sint-Josephgebouw | Woonhuis                  | 16e eeuw              |                              | Molenstraat 12           | 51° 52' 31" NB, 6° 14' 36" OL | 9275   | Meer afbeeldingen                                        |
| Rechthoekig huis met zadeldak tussen twee puntgevels en in de lange gevels muizetandfriezen. In de 16e eeuw zetel van de Bergse Munt                                                               | Handel en kantoor         | eerste helft 16e eeuw |                              | Muntwal 1                | 51° 52' 30" NB, 6° 14' 32" OL | 9276   | Meer afbeeldingen                                        |
| Oude pastorie | Kerkelijke dienstwoning   | 16e eeuw              |                              | Muntwal 7                | 51° 52' 31" NB, 6° 14' 31" OL | 9277   | Meer afbeeldingen                                        |
| Wachthuis van de omwalling, herbouwd op de oude grondslagen. Tentdak | Militair wachtgebouw      | 15e eeuw              |                              | Muntwal 2                | 51° 52' 32" NB, 6° 14' 31" OL | 9278   | Meer afbeeldingen                                        |
| Gotisch huis met hoog zadeldak tussen puntgevels met vlechtingen, muizetandfriezen, overblijfsels van pinakels en ankers                                                                           | Woonhuis                  | eerste kwart 16e eeuw |                              | Oudste Poortstraat 7     | 51° 52' 25" NB, 6° 14' 40" OL | 9279   | Meer afbeeldingen                                        |
| Witgepleisterd huis onder schilddak, eenvoudige, strakke lijstgevels met hoeklisenen en ramen uit de bouwtijd. Empire-deurpartij met stoep. Gepleisterde aanbouw onder zadeldak aan de achterzijde | Woonhuis                  | tweede kwart 19e eeuw |                              | Walsteeg 3               | 51° 52' 24" NB, 6° 14' 38" OL | 9280   | Meer afbeeldingen                                        |
| Waltoren | Omwalling                 | 15e eeuw              |                              | Waltoren aan de Walsteeg | 51° 52' 21" NB, 6° 14' 41" OL | 9281   | Meer afbeeldingen                                        |
| Beltmolen 's-Heerenberg | Industrie- en poldermolen | 1829                  |                              | Zeddamseweg 79           | 51° 52' 55" NB, 6° 14' 50" OL | 9282   | Meer afbeeldingen                                        |
| Rechter woonblok, bestaande uit twee woningen die elkaars spiegelbeeld zijn | Woonhuis                  | 1939                  | TH.J. Van Ditshuizen         | Muntwal 11               | 51° 52' 32" NB, 6° 14' 31" OL | 514885 | Meer afbeeldingen                                        |
| Symmetrisch opgebouwd centraal woonblok, bestaande uit drie aaneengesloten eengezinswoningen, waarvan de middenwoning eindigt in een trapgevel                                                     | Woonhuis                  | 1939                  | TH.J. Van Ditshuizen         | Muntwal 15               | 51° 52' 32" NB, 6° 14' 32" OL | 514886 | Meer afbeeldingen                                        |
| Linker woonblok, bestaande uit twee woningen die elkaars spiegelbeeld zijn | Woonhuis                  | 1939                  | Van Ditshuizen               | Muntwal 21               | 51° 52' 32" NB, 6° 14' 33" OL | 514887 | Meer afbeeldingen                                        |
| Sint-Bonifatiusklooster / Don Rua | Klooster, kloosteronderdl | 1909                  | Keucken                      | Emmerikseweg 13          | 51° 52' 20" NB, 6° 14' 54" OL | 514889 | Meer afbeeldingen                                        |
| Kruiswegstatie in de tuin van het St Bonifatius | Kerk en kerkonderdeel     | 1909                  | Keucken                      | Emmerikseweg bij 13      | 51° 52' 20" NB, 6° 14' 54" OL | 514890 | Kruiswegstatie in de tuin van het St Bonifatius          |
| Heilig Hartbeeld | Gedenkteken               | 1910-1920             |                              | Emmerikseweg bij 13      | 51° 52' 21" NB, 6° 14' 54" OL | 514891 | Meer afbeeldingen                                        |
| Huis Bergh | Kasteel, buitenplaats     | 14e, 15e en 17e eeuw  |                              | Hof van Bergh 1          | 51° 52' 27" NB, 6° 14' 30" OL | 526787 | Meer afbeeldingen                                        |
| Tuin van Huis Bergh | Tuin, park en plantsoen   | sinds 1240            |                              | Hof van Bergh 1          | 51° 52' 27" NB, 6° 14' 28" OL | 526789 | Meer afbeeldingen                                        |
| Wapenleeuwen op voorburcht bij Huis Bergh | Tuin, park en plantsoen   | 1701                  | Jan Rendelers                | Hof van Bergh 1          | 51° 52' 27" NB, 6° 14' 29" OL | 526801 | Meer afbeeldingen                                        |
| Zuilen bij Huis Bergh | Tuin, park en plantsoen   | omstreeks 1701        |                              | Hof van Bergh 1          | 51° 52' 26" NB, 6° 14' 31" OL | 526802 | Meer afbeeldingen                                        |
| Dienstwoningen Huis Bergh | Bijgebouwen kastelen enz. | 1630                  |                              | De Gaarde 1              | 51° 52' 29" NB, 6° 14' 17" OL | 526803 | Meer afbeeldingen                                        |

## Voormalige rijksmonumenten
| Object       | Oorspronkelijke functie?  | Bouwjaar | Architect | Locatie     | Coördinaten?                  | Nr.? | Afbeelding   |
| ------------ | ------------------------- | -------- | --------- | ----------- | ----------------------------- | ---- | ------------ |
| De Kaatsbaan | Vergadering en vereniging | 16e eeuw |           | De Gaarde 2 | 51° 52' 29" NB, 6° 14' 17" OL | 9264 | De Kaatsbaan |